# Phyllanthus pseudotrichopodus
Phyllanthus pseudotrichopodus är en emblikaväxtart som beskrevs av Maurice Schmid. Phyllanthus pseudotrichopodus ingår i släktet Phyllanthus och familjen emblikaväxter. Inga underarter finns listade i Catalogue of Life.